# 奈良県道・京都府道33号奈良笠置線
奈良県道・京都府道33号奈良笠置線（ならけんどう・きょうとふどう33ごう ならかさぎせん）は、奈良県奈良市から京都府相楽郡笠置町に至る主要地方道（奈良県道・京都府道）である。

## 概要
別名、笠置街道。

### 路線データ
- 起点：奈良県奈良市登大路町
- 終点：京都府相楽郡笠置町北笠置

## 歴史
- 1954年（昭和29年）1月20日 - 建設省（現・国土交通省）が府県道奈良津線の一部を主要地方道奈良笠置線に指定。
- 1955年（昭和30年）
  - 3月1日 - 奈良県が主要地方道奈良笠置線（整理番号・23）を認定。
  - 10月18日 - 京都府が主要地方道奈良笠置線（整理番号・主要地方道6）を認定。
- 1972年（昭和47年）4月1日 - 国道24号の経路変更に伴い起点を奈良市橋本町から奈良市登大路町へ変更。橋本町〜登大路町は市道三条本町線と奈良県道7号奈良天理線（現・国道169号）へ編入。
- 1974年（昭和49年）11月12日 - 奈良市登大路町〜中ノ川町間が国道369号との重複に。
- 1993年（平成5年）5月11日 - 建設省から、主要府県道奈良笠置線が奈良笠置線として主要地方道に再指定される[1]。
- 1994年（平成6年）4月1日 - 両府県で路線番号を合わせるため整理番号を33へ改番。同時に大阪府道6号・京都府道13号枚方亀岡線へ京都府道6号を転用、大阪府道14号・京都府道33号大阪高槻京都線は整理番号を大阪府側に合わせ14号へ変更された。

## 路線状況

### 重複区間
- 国道369号（起点 - 奈良市中ノ川町・中ノ川交差点）
  - 奈良県道754号木津横田線（奈良市登大路町 - 奈良市般若寺町）
- 奈良県道47号天理加茂木津線（奈良市北村町 - 奈良市須川町）
- 京都府道4号笠置山添線・京都府道325号笠置公園線（相楽郡笠置町笠置 地内）

## 地理

### 通過する自治体
- 奈良県
  - 奈良市
- 京都府
  - 木津川市
- 奈良県
  - 奈良市
- 京都府
  - 相楽郡笠置町

### 交差する道路
| 交差する道路                                                                   | 交差する場所 | 交差する場所 | 交差する場所 | 交差する場所 | 備考 |
| ------------------------------------------------------------------------------ | ------------ | ------------ | ------------ | ------------ | ---- |
| 国道169号・国道369号                                                           | 奈良県       | 奈良市       | 奈良市       | 県庁東       |      |
| 奈良県道104号谷田奈良線・奈良県道266号奈良西の京斑鳩自転車道線（ここまで重複） | 奈良県       | 奈良市       | 奈良市       | 転害門       |      |
| 奈良県道754号木津横田線（ここまで重複）                                        | 奈良県       | 奈良市       | 奈良市       | 般若寺       |      |
| 国道369号（ここまで重複）                                                      | 奈良県       | 奈良市       | 奈良市       | 中ノ川       |      |
| 奈良県道752号高田東鳴川線                                                      | 奈良県       | 奈良市       | 奈良市       | （法用町）   |      |
| 奈良県道47号天理加茂木津線                                                     | 奈良県       | 奈良市       | 奈良市       | （北村町）   |      |
| 奈良県道47号天理加茂木津線                                                     | 奈良県       | 奈良市       | 奈良市       | 須川         |      |
| 奈良県道173号下狭川阪原線                                                      | 奈良県       | 奈良市       | 奈良市       | （下狭川町） |      |
| 京都府道4号笠置山添線・京都府道325号笠置公園線                                 | 京都府       | 相楽郡       | 笠置町       | （笠置）     |      |
| 国道163号・京都府道4号・京都府道325号                                          | 京都府       | 相楽郡       | 笠置町       | 北笠置       |      |

※ 交差する場所の括弧書きは地名、それ以外は交差点名で表示

### 沿線にある施設など
- 近畿日本鉄道奈良線近鉄奈良駅
- 興福寺
- 奈良県庁
- 奈良県警察本部
- 奈良公園
- 東大寺
- 春日大社
- 正倉院
- 奈良奥山ドライブウェイ
- 三笠霊園
- 般若寺
- 奈良少年刑務所
- 三社神社
- 応現寺
- 奈良パブリックゴルフ場
- 戸隠神社
- 奈良市立相和小学校
- NTT西日本 奈良支店須川別館
- 須川郵便局
- 九頭神社
- 奈良市立狭川幼稚園
- NTT西日本 奈良支店笠置別館
- 栗栖神社
- 西日本旅客鉄道（JR西日本）関西本線 笠置駅
- 河川敷公園
- 笠置郵便局
- 笠置温泉